# Geraldine Page
Pour les articles homonymes, voir Page.
Geraldine Page, de son vrai nom Geraldine Sue Page, est une actrice américaine née le 22 novembre 1924 à Kirksville dans le Missouri et morte d'une crise cardiaque le 13 juin 1987 à New York. Elle fut oscarisée en 1986 pour son rôle de Mrs. Watts dans Mémoires du Texas (The Trip to Bountiful) de Peter Masterson, sorti en 1985.
Elle fut par ailleurs réputée outre-Atlantique pour ses qualités d'enseignante en Art Dramatique, notamment au cours des années 1980, au cours desquelles elle a « formé » de nombreux artistes de tous bords et de toutes nationalités.

## Filmographie partielle

### Actrice
- 1953 : Hondo, l'homme du désert (Hondo) de John Farrow : Angie Lowe
- 1961 : Été et Fumées (Summer and Smoke) de Peter Glenville : Alma Winemiller
- 1962 : Doux Oiseau de jeunesse (Sweet Bird of Youth) : Alexandra Del Lago (Princesse Cosmonopolous)
- 1963 : Le Tumulte (Toys in the Attic) : Carrie Berniers
- 1964 : Dear Heart : Evie Jackson
- 1966 : Big Boy (You're a Big Boy Now) : Margery Chanticleer
- 1966 : The Three Sisters
- 1969 : Qu'est-il arrivé à tante Alice ? (What Ever Happened to Aunt Alice?) de Lee H. Katzin
- 1971 : Les Proies (The Beguiled) : Martha Farnsworth
- 1972 : Peter et Tillie (Pete 'n' Tillie) : Gertrude
- 1975 : Le Jour du fléau (The Day of the Locust) : la grande sœur
- 1976 : Les Aventures de Bernard et Bianca (The Rescuers) : Madame Medusa (voix anglaise)
- 1977 : Drôles de manières (Nasty Habits) de Michael Lindsay-Hogg
- 1978 : Intérieurs (Interiors) : Ève
- 1981 : Honky Tonk Freeway de John Schlesinger : Maria Clarissa, une nonne âgée
- 1982 : Les Bleus et les Gris - Mini série télévisée (The Blue and the Gray) : Mme Lovelace
- 1984 : Les Poupées de l'espoir (The dollmaker) - Téléfilm : Mme Kendrick
- 1984 : Le Pape de Greenwich Village (The Pope of Greenwich Village) : Mme Ritter
- 1985 : La Promise (The Bride) : Mme Baumann
- 1985 : Mémoires du Texas (The Trip to Bountiful) : Mme Watts
- 1986 : My Little Girl : Molly
- 1986 : Native Son : Un enfant du pays (Native Son) de Jerrold Freedman  : Peggy
- 1992 : Oscar's Greatest Moments - Vidéo documentaire : elle-même

## Distinctions

### Oscar
- 1962 : Nomination Meilleure actrice pour Été et Fumées
- 1963 : Nomination Meilleure actrice pour Doux oiseau de jeunesse
- 1979 : Nomination Meilleure actrice pour Intérieurs
- 1986 : Meilleure actrice pour Mémoires du Texas (The Trip to Bountiful)

### Golden Globe
- 1962 : Meilleure actrice dans un film dramatique pour Été et Fumées  (Summer and Smoke)
- 1963 : Meilleure actrice dans un film dramatique pour Doux oiseau de jeunesse (Sweet Bird of Youth)
- 1964 : Nomination Meilleure actrice dans un film dramatique pour Le Tumulte (Toys in the Attic)
- 1965 : Nomination Meilleure actrice dans un film dramatique pour Dear Heart
- 1979 : Nomination Meilleure actrice dans un film dramatique pour Intérieurs
- 1986 : Nomination Meilleure actrice dans un film dramatique pour Mémoires du Texas (The Trip to Bountiful)

### Autres
- Prix Sarah-Siddons 1960